# Zlatni studio
Zlatni studio je medijska nagrada u Hrvatskoj koja se dodjeljuje od 2018. godine.
Nagrada se dodjeljuju u pet glavnih kategorija: film, televizija, kazalište, glazba i radio u dvadesetak potkategorija.

## Povijest
Od 2018. godine, najugledniji i najveći hrvatski televizijski tjednik Studio dodjeljuje svoju medijsku nagradu Zlatni studio - nagradu za televiziju, film, radio, kazalište i glazbu. Pod motom “Najbolji biraju najbolje”, najstarijeg televizijskog tjednika, čiji je prvi broj tiskan 3. travnja 1964. godine, dodjeljuju čitatelji, a za Zlatni studio konkuriraju najbolja ostvarenja i osobe po kategorijama za djela ostvarena u razdoblju, najčešće od prosinca do prosinca.

## Proces izbora
1. Stručni žiri u sastavu 3 – 5 osoba po pojedinoj kategoriji bira pet najboljih kandidata po pojedinom izboru.
2. Čitatelji Jutarnjeg lista, portala Jutarnji.hr i čitatelji Zlatnog studija putem kupona i poziva/SMS-a biraju najbolja tri kandidata po izboru koji ulaze u drugi krug natjecanja.
3. U drugom krugu glasovanja, od nominiranih, glasači biraju najboljeg dobitnika po pojedinoj kategoriji. Odluku o pobjednicima donose glasovi čitatelja portala Jutarnji.hr (50%) i kuponi iz tjednika Studio (50%).[3]

## Aktualne nagrade

### Kategorija 1: film
- Najbolji filmski glumac
- Najbolja filmska glumica
- Najbolji igrani film godine

### Kategorija 2: televizija
- Najbolji/a TV voditelj/ica godine
- Najbolji/a TV novinar/ka godine
- Najbolja domaća TV serija godine
- Najbolja TV zabava / reality show godine
- Najbolja TV emisija godine

### Kategorija 3: kazalište
- Najbolja predstava godine
- Najbolji kazališni glumac godine
- Najbolja kazališna glumica godine

### Kategorija 4: glazba
- Najbolji pjevač godine
- Najbolja pjevačica godine
- Najbolji hit/pjemsa godine

### Kategorija 5: radio
- Najbolji radio godine
- Najbolji radijski glas godine[4]

## Izmjene u nagradama
- Ukinuta nagrada Najbolji dokumentarni ili animirani film koja se dodjeljivala samo za Zlatni studio 2018. godine
- Ukinuta nagrada Najbolji/a TV novinar/ka koja se dodjeljivala samo za Zlatni studio 2018. godine
- Ukinuta je nagrada Najbolji koncert godine za Zlatni studio 2021. godinu
- Ukinuta je nagrada Najbolja grupa godine za Zlatni studio 2021. godinu
- Nagrada Najbolja TV zabava godine dodjeljivala sam se samo za Zlatni studio 2019. godine i Zlatni studio 2021. godine
- Za Zlatni studio 2021. godine uvedena je nova nagrada Najbolje novo lice na glazbenoj sceni
- Za Zlatni studio 2021. godine uvedena je izmjena naziva nagrade Najbolje novo lice u kazalištu u Najbolje novo lice u kazalištu i filmu
- Ukinuta je kategorija TikTok i njezina nagrada Naj TikTok lice godine koja je dodjeljivala samo za Zlatni studio 2023. godinu
- Za Zlatni studio 2025. godine nagrade Najbolja TV zabava godine i Najbolji reality show spojeni su u jednu Najbolja TV zabava / reality show.
- Ukinuta je nagrada Najbolje novo lice u kazalištu i filmu za Zlatni studio 2025. godinu.
- Ukinute su nagrade za Najbolje novo lice, Najbolji koncert i Videospot u kategoriji glazba za Zlatni studio 2025. godinu.

## Organizirane dodjele
| Rbr. | Naziv               | Datum              | Mjesto održavanja        | Voditelji                                     |
| ---- | ------------------- | ------------------ | ------------------------ | --------------------------------------------- |
| 1.   | Zlatni studio 2018. | 27. veljače 2018.  | HRT - studio Anton Marti | Daniela Trbović i Frano Ridjan                |
| 2.   | Zlatni studio 2019. | 2. veljače 2019.   | HRT - studio Anton Marti | Daniela Trbović i Frano Ridjan                |
| 3.   | Zlatni studio 2020. | 6. ožujka 2020.    | HRT - studio Anton Marti | Barbara Kolar i Jelena Otašević Babić         |
| 4.   | Zlatni studio 2021. | 20. veljače 2021.  | HRT - studio Anton Marti | Daniela Trbović i Ivan Vukušić                |
| 5.   | Zlatni studio 2022. | 4. veljače 2022.   | HRT - studio Anton Marti | Daniela Trbović                               |
| 6.   | Zlatni studio 2023. | 28. siječnja 2023. | HRT - studio Anton Marti | Jelena Glišić, Mirko Fodor i Mario Petreković |
| 7.   | Zlatni studio 2024. | 9. veljače 2024.   | HRT - studio Anton Marti | Jelena Glišić, Igor Kovač i Mario Petreković  |
| 8.   | Zlatni studio 2025. | 31. siječnja 2025. | Lauba                    | Jelena Glišić i Igor Kovač                    |

## Vanjske poveznice
- Službena stranica na Jutarnjem listu